# Минеев, Анатолий Константинович
Анатолий Константинович Минеев (10 (22) августа 1883, Ковров, Владимирская губерния — 27 мая 1951, Москва) — советский оперный певец (лирический баритон), музыкальный педагог, профессор Государственного музыкально-педагогического института имени Гнесиных.

## Биография
Родился в Коврове в мещанской семье. В восемь лет был принят в церковный хор. В 1893 году поступил в Московское синодальное училище. После его окончания в 1903 году уехал в Одессу. Работал преподавателем пения в Одесской женской гимназии, затем в Одесском институте благородных девиц и Одесском Епархиальном женском училище. Брал уроки пения у Д. Ю. Менотти-Дельфино, преподавателя Одесской консерватории. В 1910 году впервые дебютировал как оперный певец в антрепризе А. И. Сибирякова (партия Елецкого в «Пиковой даме» П. И. Чайковского).
В 1911 году приглашён в оперную антрепризу М. Е. Медведева, гастролировал по городам Украины, включая Киев, Винницу, Умань, Полтаву, Чернигов, Кременчуг, Прилуки. В 1912 году как артист оперетты в антрепризе Н. Гинсбурга посетил Тулу и Курск, затем был приглашён в московский Оперный театр Зимина. В 1914 году дебютировал в партии Онегина («Евгений Онегин» П. И. Чайковского) в Большом театре.
В Большом театре работал с перерывом большую часть карьеры: с 1914 по 1928, затем с 1935 по 1946 год. Его исполнение партии Онегина считается одним из лучших в истории театра. К  лучшим партиям Минеева относят также Демона в одноимённой опере А. Г. Рубинштейна и Елецкого в «Пиковой даме». Партнёрами Минеева на сцене были А. В. Богданович, К. Г. Держинская, И. С. Козловский, А. М. Лабинский, А. В Нежданова, B. Н. Петрова-Званцева, В. Петров, Л. В. Собинов, Ф. И. Шаляпин. Он работал с дирижёрами Н. Головановым, М. М. Ипполитовым-Ивановым, Э. А. Купером, А. Ш. Мелик-Пашаевым, Д. И. Похитоновым, В. И. Суком, Л. Штейнбергом.
Во время работы в Большом театре побывал с гастролями в Воронеже (1915), Симбирске и Нижнем Новгороде (1916), Саратове, Самаре (1922, 1924), Ярославле (1925, 1926). С 1930 по 1935 год был солистом Московской филармонии. Помимо опер играл в опереттах: «Корневильские колокола» Р. Планкета, «Цыганский барон» И. Штрауса, «Веселая вдова» Ф. Легара, «Нищий студент» К. Миллекера, «Гейша» С. Джонса, «Мартин-рудокоп» и «Продавец птиц» К. Целлера.
В 1932 году Минеев начал преподавать в Музыкальном училище имени А. Н. Глазунова, затем в 1938 году перешёл в Музыкальное училище имени Гнесиных. В 1944 году начал вести класс в только что образованном Государственном музыкально-педагогическом институте имени Гнесиных, где в 1947 году получил звание доцента. С 1950 года перешёл на работу в Московскую консерваторию, однако в 1951 году скончался на 68 году жизни.
За свою преподавательскую карьеру воспитал несколько выдающихся певцов, включая солистов большого театра Е. С. Белова (вслед за учителем ставшего ведущим исполнителем партий Онегина и Елецкого), народного артиста СССР И. И. Петрова, солиста хора радиовещания Г. Троицкого.
Похоронен на Введенском кладбище (10 уч.).